# Teodozjusz (Snihiriow)
Teodozjusz, imię świeckie Denys Snihiriow (ur. 31 sierpnia 1974 w Kijowie) – biskup Ukraińskiego Kościoła Prawosławnego Patriarchatu Moskiewskiego.

## Życiorys
Ukończył seminarium duchowne w Kijowie (1998) i Kijowską Akademię Duchowną (2003). W 1998 złożył wieczyste śluby zakonne, przyjmując imię Teodozjusz na cześć świętego mnicha Teodozjusza Pieczerskiego. W tym samym roku został kolejno hierodiakonem i hieromnichem; został skierowany do monasteru Narodzenia Matki Bożej i św. Pafnucego w Borowsku. W 2001 wrócił do Kijowa, gdzie służył w kaplicy św. Eufrozyny Połockiej. W 2010 został dziekanem eparchii kijowskiej odpowiedzialnym za jej monastery.
Nominację biskupią otrzymał w czasie posiedzenia Świętego Synodu Ukraińskiego Kościoła Prawosławnego w grudniu 2010, zaś jego chirotonia odbyła się w ławrze Peczerskiej 6 stycznia 2011. Jako konsekratorzy wzięli w niej udział metropolita kijowski i całej Ukrainy Włodzimierz, arcybiskupi biełgorodzki Mikołaj, wyszhorodzki Paweł, boryspolski Antoni, perejasławsko-chmielnicki Aleksander oraz biskupi Hilary, wasylkowski Pantelejmon i drohobycki Filaret.
W 2011 wszedł w skład Wyższej Rady Cerkiewnej Ukraińskiego Kościoła Prawosławnego Patriarchatu Moskiewskiego. W 2013, w związku ze zmianą granic eparchii kijowskiej, jego tytuł uległ zmianie na biskup bojarski. 28 lipca 2017 r. został podniesiony do godności arcybiskupa.
W 2020 r. przeniesiony na katedrę czerkaską. 17 sierpnia 2021 r. otrzymał godność metropolity.